# Anartia fatima colima
Anartia fatima colima es una subespecie de Anartia fatima, una mariposa de la familia Nymphalidae.

## Descripción
Antenas de color negro, cabeza, tórax y abdomen en su vista ventral son de color café con pelos de color  verde pasto. El margen costal de las alas anteriores es ligeramente convexo, el ápice es picudo, el margen externo es curvo y más pronunciado cerca del ápice. El margen interno o anal casi recto. En la célula discal presenta dos pares de líneas delgadas de color negro. Y una banda posdiscal curva  de color blanco con amarillo claro que parte del margen costal y llega hasta el margen anal. Presenta tres manchas blancas subapicales y cuatro submarginales. El borde del ala es blanco con gris, con los colores alternados. En las alas posteriores presenta margen costal ligeramente convexo, ápice muy redondo, y el margen externo es curvo. En el margen presenta pelos cortos de color blanco y gris alternadamente. En la región submarginal presenta tres machas blancas y cuatro anaranjadas (carácter distintivo con la especie nominal, ya que en esta banda las siete machas son blancas en la subespecie nominal). En el área discal o mediana presenta una banda roja, el cual se hace más delgada, hacia el margen anal y cambia a color anaranjado. La célula anal es ligeramente más clara, con tono beige. Ventralmente con el mismo patrón de manchas, sin embargo el color café de fondo de las alas es más claro que en la vista dorsal,  y moteado a café a partir del área basal en ambas alas. En la celda costal del ala anterior, cerca del área basal presenta escamas rojo-anaranjadas.  En el alas posterior submarginal, presenta tres manchas grandes blanco con escasas escamas blancas, y a las otras cuatro manchas, son delgadas de color rojo. La banda media o discal eta compuesta de pocas escamas rojas en su parte más externa y mayormente escamas anaranjadas.  Tanto palmos, como tórax y abdomen el color es beige. En el área posbasal presenta una línea café que cruza por la celda Sc+R1-Rs, y celda discal. En la celda Sc+R1-Rs cerca de la vena Rc-R1 presenta un punto blanco. Ambos sexos son casi similares, sin embargo presenta bandas más anchas.

## Distribución
Es una subespecie endémica de México, el cual se le ha reportado en el Occidente de México en los estados de Baja California Sur, Sonora, Sinaloa, Durango, Nayarit, Jalisco, Colima, Michoacán, Guerrero Morelos.

## Hábitat
Subespecie presente en altitudes menores a los 1200 m s. n. m., en los tipos de vegetación con diferente grado de perturbación.  En Sinaloa en las áreas con vegetación de selva baja caducifolia; en Nayarit, en las selvas alta o mediana subcaducifolia.

## Estado de conservación
No está enlistada en la NOM-059, ni tampoco evaluada por la UICN. 